# Стийв Родъри
Стийв Родъри (на английски: Steve Rothery) е британски китарист, член на прогресив рок групата „Мерилиън“.
Много от почитателите на групата смятат, че именно неговият стил на свирене е определящ за звученето ѝ. Смята се, че стилът му е силно повлиян от този на Дейвид Гилмор от Пинк Флойд и Андрю Лейтмър от Кемъл. През 2001 г. в интервю за списане "Total Guitar" Родъри посочва Джеф Бек и Лари Карлтън като свои любими китаристи.
Стийв Родъри е роден на 25 ноември 1959 г. в с. Брамптън Биърлоу (Brampton Bierlow), Южен Йоркшър, Англия. Когато е шестгодишен, семейството му се премества в Уитби, Северен Йоркшър.
Започва да свири на китара на 15-годишна възраст. През 1979 г. той вижда обява в музикалната преса за група, наричаща се Силмерилиън, която се нуждаела от китарист. Родъри се явява на прослушването на 19 август 1979 г. и става член на групата, която по-късно скъсява името си на Мерилиън. Той е единственият член от тогавашния състав, който остава в групата до днес.
Успоредно с работата си с Мерилиън, през 1995 г. Родъри стартира солов проект заедно с певицата Хана Стобърт, под името The Wishing Tree (Дървото на желанията).

## Дискография

### Мерилиън
Стийв Родъри участва във всичко издадено от Мерилиън от дебютния им сингъл през 1982 г.

### The Wishing Tree
- Carnival of Souls (1996)
- Ostara (2009)

### Гост участия
- Jadis - Jadis (1989, продуцент)
- Arrakeen - Patchwork (1990, китари)
- Rock Against Repatriation - Sailing (1990, китари)
- Enchant - A Blueprint of the World (1994, продуцент, китари)
- John Wesley - Under the Red and White Sky (1994, китари)
- Arena - Crying for Help, The Cry (1994, китари)
- Mr. So and So - The Overlap (1998, продуцент, китари)
- John Wesley - The Emperor Falls (1999, китари)
- Ian Mosley & Ben Castle - Postmankind (2001, китари)
- The Reasoning - Awakening (2007, китари)
- Gazpacho – Firebird (2005, китари)
- Swallow the Sun – Servant of Sorrow (from the album New Moon) (2009, китари)

## Оборудване
- Laney Amplification
- Laney VC50 & TT50 Heads
- Laney 4x12 cabinet
- Groove Tubes Dual 75 power amp
- Groove Tubes Trio valve pre-amp
- Roland Jazz Chorus 120 Amp
- TC Electronic 2290 effects processor
- Ground Control Pro MIDI foot controller
- Lexicon MPX G2 effects processor
- Roland GP16 effects processor

- Adrena-Linn effects processor
- Analogman distortion pedal
- Rockman sustainer/stereo chorus & delay
- Sound Sculpture switchblade 16 controller
- Alesis quadraverb effects processor
- Ebtech hum eliminator
- Sennheiser wireless system
- Hughes and Kettner Rotosphere
- Jim Dunlop Crybaby Wah
- Ernie Ball volume pedal

- Ernie Ball super slinky 9-42 strings
- Blade RH4 Classic Stratocaster
- Blade Delta Telecaster
- Blade Texas Standard Stratocaster
- Steinberger Custom made double neck 12/6
- Takamine 12 string acoustic
- Takamine Santa Fe 6 string acoustic
- Squier Stratocaster
- Khaler Pro Tremolo System
- Lindy Fralin Pickups